# Højhastighedstog
Højhastighedstog er tog, der kører på højhastighedsjernbaner med langt mellem stoppene.
EU-direktiv 96/48 beskriver højhastighedstog som tog, der kører med mindst 200 km/t på "eksisterende strækninger" og 250 km/t eller mere på særligt anlagte højhastighedsjernbaner. Den danske maksimalhastighed på 180 km/t berettiger ikke til betegnelsen højhastighed (eller hurtigtog), men det danske 180 km/t-net indgår dog i det europæiske højhastighedsnet, fordi det forbinder (potentielle) højhastighedsstrækninger. Der stilles derfor særlige krav til interoperabiliteten.
I flere lande er højhastighedstog blevet konkurrencedygtige alternativer til flyforbindelser.
Efter anden verdenskrig udbredtes elektrificering af hovedbanerne. Det startede i Italien og Schweiz og fortsatte senere i Frankrig og Tyskland.
Genopbygningen af de ødelagte baner gav mulighed for fornyelse. Den franske Mistral Express, der har eksisteret siden 1950, indledte højhastigheds-intercityforbindelserne. De første tog, der var over 320 km/t, var de franske TGV.[kilde mangler]
Elektrificeringen fandt også sted uden for Europa, fx i Rusland og Japan. Den første specialbyggede elektriske højhastighedsbane, Tokaido Shinkansen, åbnede i Japan i 1964.

## Nuværende højhastighedstog

### Asien

#### Japan
Det japanske Tōkaidō Shinkansen betragtes som verdens første højhastighedsjernbane. Den blev bygget, så den var klar til Sommer-OL i 1964 med en maksimal hastighed på 210 km/t. I dag er hastigheden på over 300 km/t, og antallet af strækninger er udvidet, men under fællesbetegnelsen Shinkansen. Antallet af rejsende med Shinkansen er større end det samtlige antal af rejsende med højhastighedstog i Europa.

#### Sydkorea
Koreas højhastighedstog KTX blev sat i drift i 2004 og kan nå hastigheder på 350 km/t.

#### Kina
Kina skrev i 2009 kontrakt med Bombardier om levering af 80 sæt ZEFIRO 380, som fra 2012 skal trafikere et nyt højhastighedsnet på 6000 km, hvor tophastigheden er 380 km/t. ZEFIRO 380 videreudvikles fra det spanske AVE 102.

### Europa

#### Frankrig
Frankrig har også i mange år satset på højhastighedstog, og landets TGVtog hører til de hurtigste kommercielle tog i verden. Det første blev sat i drift i 1981 mellem Paris og Lyon. Fra Paris er der forbindelse til London med højhastighedstoget Eurostar. Toget, der kører med hastigheder på op til 335 km/t, forbinder også London og Bruxelles. Mellem Paris og Bruxelles kører højhastighedstoget Thalys, som fortsætter til Amsterdam og Köln.

#### Tyskland
Det tyske højhastighedstog kaldes for ICE. Det har en stor udbredelse og forbinder alle større tyske byer. Herudover kører toget til nabolandene Østrig, Schweiz, Frankrig, Belgien og Holland. Tidligere kørte der også ICE materiel i Danmark men EC til/fra Danmark køres nu med danske ic3 tog. På strækningen mellem Paris og Frankfurt/Stuttgart er der kørsel med både ICE og TGV.

#### Spanien
I Spanien forbinder AVE bl.a. Madrid og Barcelona. En strækning på 600 km som med hastigheder på op til 320 km/t kan køres uden stop på 150 minutter. Den spanske regering har sat det som mål, at landet i 2020 skal have højhastighedsbaner, så 90 procent af befolkningen bor maksimalt 50 km fra en station med højhastighedstog.

#### Italien
I Italien kører højhastighedstoget ETR, som forbinder Torino og Milano i nord med Rom og Napoli i syd, når det er færdigbygget. I september 2011 indsættes de nye AGV-togsæt, der er designet til hastigheder på op til 360 km/t, på en række strækninger i Italien.

#### Sverige
I Sverige kører X2000, som bl.a. forbinder Stockholm og København med hastigheder på op til 200 km/t.

### USA
Acela Express er et højhastighedstog, som kører langs USAs østkyst mellem Washington og Boston og har undervejs stop i bl.a. storbyerne New York, Philadelphia og Baltimore. Toget når hastighed på omkring 240 km/t. I præsident Obamas stimulusplan fra februar 2009 er der afsat 5 mia. $ til at påbegynde en række højhastighedsforbindelser.

## Galleri
- Verdensrekordindehaveren - det franske TGV
- Det tyske ICE 3
- Det italienske ETR 500 Frecciarossa
- Det spanske AVE Talgo 350
- Det japanske Shinkansen N700S
- Det kinesiske CRH 380A
- Det svenske X2000
- Det norske Flytoget
- Det finske Allegro på banegården i Helsingfors
- Taiwans japansk-byggede 700T-tog
- Det koreanske KTX Sancheon - anden generation af koreanske højhastighedstog
- Tyrkisk TCDD HT65000 højhastighedstog på banegården i Ankara.